# Diebold Nixdorf
Diebold Nixdorf, Incorporated — производитель комплексных систем самообслуживания и безопасности для банков и финансовых институтов.
Diebold Nixdorf основана в 1859 году как компания, производившая системы безопасности для банков. В 1967 году на конференции по автоматизации, организованной Американской банковской ассоциацией, Diebold Nixdorf впервые представила прототип многофункционального банкомата. Сегодня Diebold Nixdorf разрабатывает и выпускает банкоматы, а также их программное обеспечение.
Акции компании с 1964 года котируются на нью-йоркской фондовой бирже под символом DBD.
Diebold Nixdorf предлагает интегрированные технологичные решения, которые позволяют банкам и финансовым институтам расширить возможности по обслуживанию клиентов. Многие знают продукцию компании под торговой маркой IBM, поскольку с 1990 по 1998 годы международный бизнес Diebold Nixdorf строился в партнёрстве с компанией IBM через совместное предприятие InterBold. С 1999 года продукция Diebold Nixdorf представлена на мировых рынках под собственной торговой маркой.
1 июня 2023 года Diebold Nixdorf подала заявление о банкротстве, заявив, что достигла соглашения о реструктуризации и сокращении своего долга на 2,1 млрд долларов. Её акции также были исключены из листинга NYSE. В августе 2023 года компания Diebold Nixdorf вышла из процедуры банкротства и была повторно добавлена на NYSE.

## История

Первые сейфы компании Diebold

1859 — иммигрант из Германии Чарльз Диболд основал свою компанию в городе Цинциннати (штат Огайо, США). В 1871 году после крупного пожара в Чикаго обнаружили, что содержимое сейфов, произведённых компанией Diebold, осталось нетронутым. Количество заказов на покупку сейфов подскочило, и возникла необходимость расширения производственных площадей. В результате в 1872 году компания Diebold переехала в Северный Кэнтон (штат Огайо). Штаб-квартира компании располагается там по сей день.
1875 — Diebold сделала крупнейшее в мире хранилище для банка Wells Fargo.
1881 — компания изготовила сейф для президента Мексики, это была первая зарегистрированная международная сделка.
1915 — создана национальная сервисная служба Diebold для обслуживания клиентов по всей территории США.
1943 — компания Diebold Safe & Lock Company меняет имя на Diebold, Incorporated.
1947 — Diebold входит в число крупнейших компаний в сфере банковского оборудования и электрических систем охранной сигнализации после приобретения компании «O.B. McClintock» (Миннеаполис, США).
1952 —  Раймонд Кунц назначен президентом и проработал до 1978 года. За это время годовой доход Diebold почти удвоился: с 229 млн долларов до 451 млн долларов.
1954 — компания разработала революционный дизайн дверей банковских хранилищ прямоугольной формы, что стало новым стандартом в банковской архитектуре послевоенных лет.
1967 — на конференции по автоматизации, организованной Американской банковской ассоциацией, Diebold представила прототип многофункционального банкомата.
1970 — компания выпускает систему контроля и наблюдения под управлением компьютера. Автоматизированная система банковского обслуживания Futura позволила банкам оказывать клиентам кассовые услуги в круглосуточном режиме.
1973 — Diebold представила собственную автоматизированную систему банковского обслуживания TABS 500.
1985 — Роберт Махони был назначен генеральным директором компании. Компания представила семейство банкоматов модульной архитектуры, что упростило внедрение новых технологий по мере их появления.
1990 — компании Diebold и IBM организовали совместное предприятие InterBold,
в рамках которого стало возможным объединение опыта Diebold в области производства банкоматов и ноу-хау в маркетинге и технике IBM. Год спустя InterBold представила публике банкомат четвёртого поколения iSeries.
1995 — Diebold участвует в двух проектах, связанных с внедрением в обращение микропроцессорных карт: разработку устройств работы со смарт-картами
для терминалов банковского самообслуживания и программного обеспечения для электронных платёжных систем.
1997 — Diebold выпустила кассу-автомат CashSource Plus.
2000 — компания расширяет своё присутствие в Европе путём покупки компаний Getronics (Амстердам) и Groupe Bull (Париж).
2001 — Diebold заключает сделку с компанией Mosler, благодаря которой укрепляет свои позиции в области безопасности и процессинга операций с наличностью.
2002 — Diebold выпускает программное обеспечение Agilis® в качестве стандартной платформы для функционирования банкоматов. В том же году состоялась покупка компании Global Election Systems, производителя электронных систем голосования с помощью сенсорных экранов.
2003 — выручка компании Diebold в целом составила 2,1 млрд долларов, а акции компании за год выросли на 36 %. Diebold представляет новое семейство банкоматов Opteva®, поддерживающее программное обеспечение Agilis®.
2004 — Diebold выпускает программное обеспечение ImageWay®, технологическое решение для работы банкоматов на основе визуального контроля. Новое
ПО позволяет финансовым институтам получать контрольные изображения и данные о совершенных транзакциях, что увеличило скорость процесса проверки.
Diebold покупает компанию TFE Technology, предоставляющую государственным учреждениям и коммерческим организациям услуги по обслуживанию аппаратного обеспечения и сетей.
Diebold приобретает Antar-Com, ведущего интегратора электронных систем обеспечения безопасности.
2005 — Diebold приобретает компанию Alarmas Adler, специализирующуюся на услугах по мониторингу, панелях и блоках для сигнализаций, системах теленаблюдения, противопожарных системах и на оборудовании обеспечения доступа.
Diebold покупает TASC Security, одного из мировых лидеров в области промышленных электронных систем безопасности.
2007 — был продан 100 000-й экземпляр банкомата Opteva;
На новом заводе Diebold в Венгрии было выпущено около 10 000 банкоматов;
Diebold признан лучшим поставщиком аутсорсинговых решений.

## Дистрибуция
Продажи и обслуживание оборудования Diebold Nixdorf на мировых рынках осуществляются по трём направлениям:
• дистрибьюторы
• аккредитованные представительства
• дочерние компании со стопроцентным участием
Североамериканское подразделение Diebold Nixdorf охватывает внутренний рынок США и Канады. Международное подразделение продаёт оборудование Diebold Nixdorf напрямую, через дочерние компании или совместные предприятия с контролирующим участием во всех крупных странах Европы, Ближнего Востока, Африки, Латинской Америки и Азиатско-Тихоокеанского региона, за исключением Японии и Кореи.

## Diebold Nixdorf в России

### Общая информация
Представительство компании в России было зарегистрировано в 1998 году. В круг его задач входила информационная поддержка заказчиков и партнёров. В 2003 году было создано дочернее предприятие ООО «Диболд Селф-Сервис СНГ», которое осуществляет коммерческую деятельность на территории России, оказывает сервисную поддержку и проводит обучение технических специалистов.
Компания обеспечивает банки и финансовые институты России и стран СНГ терминалами банковского самообслуживания: как простыми кэш-диспенсерами с функцией выдачи наличных, так и полнофункциональными платёжными терминалами, оснащёнными устройствами приёма банкнот (cash-in).

### Направления деятельности
• Устройства банковского самообслуживания и вспомогательные продукты
Diebold Nixdorf производит многофункциональные терминалы банковского самообслуживания и банкоматы (ATM). Компания обеспечивает финансовые институты всем, что необходимо для обслуживания розничных клиентов — от одного терминала до полного оборудования банковского подразделения. Diebold Nixdorf также предоставляет комплексные услуги, способные эффективно организовать работу с сетью банкоматов.
• Технологии обеспечения безопасности
На протяжении уже более 150 лет Diebold Nixdorf занимается обеспечением безопасности. Компания занимается поставкой физических и электронных систем безопасности, равно как и решений, которые включают безопасность, программное обеспечение и обеспечение транзакций. Diebold Nixdorf производит системные решения для финансового рынка, государственных нужд, розничного бизнеса и торговли.
• Программное обеспечение и сервис
Diebold Nixdorf производит программное обеспечение, состоящее из разных приложений, которые обрабатывают данные об операциях и транзакциях. Эти решения создаются на специальной программной платформе Agilis®, которая позволяет наращивать функциональность оборудования в соответствии с требованиями клиента. Кроме того, Diebold Nixdorf оказывает профессиональную помощь при интеграции нового оборудования, в том числе проверка коммуникационных сетей, интеграция систем и сетевое планирование.
• Валютообмен
В 2004 году совместно с компаниями Diebold Nixdorf и OpenWay Мастер-Банк реализовал в своей банкоматной сети услугу валютообмена на устройствах Opteva 720 с функцией электронного депозитария. Это был первый в России банкомат с купюроприемником, который позволял принимать наличные пачкой до 100 банкнот. Одной из важнейших функций, реализованных Diebold Nixdorf в этом проекте, стала возможность параллельного приёма трёх разных валют.
• Аутсорсинг
С 2008 года компания Diebold Nixdorf предлагает услугу полного аутсорсинга для банков. Это решение призвано полностью избавить их от необходимости заниматься сервисной поддержкой своих ATM-сетей, при этом снижая издержки и обеспечивая бесперебойную работу оборудования. Это решение предполагает подключение сети банкоматов к единому мониторинговому центру в Варшаве, который контролирует работу банкоматов в странах Центральной и Восточной Европы и позволяет отслеживать состояние каждого устройства в режиме реального времени. Удалённый доступ к банкоматам позволяет дистанционно производить диагностику, устранять сбои и обновлять программное обеспечение, управлять денежной наличностью, точно прогнозировать загрузку банкомата, что сокращает объём отвлечённых средств банка и снижает издержки на инкассацию. Подразделения технической поддержки в России возьмут на себя ремонт и модернизацию устройств, обновление программного обеспечения, а также пополнение банкоматов расходными материалами и наличностью.

### Банкоматы Diebold Nixdorf
• Opteva 328
• Opteva 368
• Opteva 378
• Opteva 368
• Opteva 510
• Opteva 522
• Opteva 560
• Opteva 562
• Opteva 720
• Opteva 760
• Opteva 750
• Opteva 740
• Opteva 750
• Opteva 828
• Opteva 868

### Программное обеспечение
Семейство программных продуктов Agilis® разработано таким образом, чтобы управлять сетью банкоматов, объединяющей оборудование разных марок. Это позволяет сократить затраты при введении в эксплуатацию нового оборудования. Программное обеспечение Agilis® позволяет интегрировать работу банкомата с дополнительными внешними системами и устройствами, например, с системами сигнализации и внешнего наблюдения. Его отличительной особенностью является поддержание тех функций, которые доступны в настоящее время, а также быстрое обновление при установке новых устройств и модулей. Кроме того, оно управляет процедурами технического обслуживания, что позволяет оперативно и точно находить и устранять неисправности.

### Инновации
Diebold Nixdorf имеет большой опыт реализации проектов в рамках EMV-миграции. Подразделения компании во Франции и Италии внесли значительный вклад в создание и сертификацию ядра программного обеспечения EMV Kernel на соответствие требованиям EMV Level 2 версии 4.0. Компания сертифицировала все семейство своих программных продуктов Agilis®, которые построены на основе EMV Kernel.

### Партнёры
К числу крупнейших российских партнёров Diebold Nixdorf относятся ЗАО КБ «Ситибанк», Росбанк,Т-Банк, Петрокоммерц, Банк Москвы, Газпромбанк, УРАЛСИБ, Москомприватбанк, Мастер-Банк, Экспобанк, МДМ-Банк, ММБ, Бинбанк, банк Санкт-Петербург и ряд других банков. В 2007 году Diebold Nixdorf выиграла тендер на поставку банкоматов для Сбербанка России.